# Michael Anderson (astronauta)
Michael Phillip Anderson (Plattsburgh, 25 de dezembro de 1959 – Texas, 1 de fevereiro de 2003)  foi um astronauta norte-americano morto a bordo da missão STS-107 do ônibus espacial Columbia, que se desintegrou durante a reentrada na atmosfera terrestre em 1 de fevereiro de 2003.

## Biografia
Anderson nasceu em Plattsburgh, Nova Iorque, porém considerava Spokane, Washington como sua cidade natal. Chegou ao posto de tenente coronel da Força Aérea dos Estados Unidos e em dezembro de 1994 foi selecionado para o cargo de astronauta da NASA. Foi escalado para participar da missão STS-89, do ônibus espacial Endeavour, sendo este seu primeiro voo espacial, missão esta que decolou em 23 de janeiro de 1998, permanecendo no espaço por quase nove dias. Este voo conduziu entre seus tripulantes o russo Salijan Sharipov. Durante esta missão o Endeavour realizou a oitava acoplagem de um ônibus espacial americano com a estação espacial russa Mir, tornando Michael Anderson, o primeiro negro a bordo, naquela missão. Ele e seus colegas de voo completaram ao todo, 138 voltas em torno da Terra.
Em 2003, foi escolhido para a fatídica missão STS-107, a bordo do ônibus espacial Columbia. Esta missão decolou em 16 de janeiro de 2003, conduzindo Anderson e outros seis astronautas, entre eles o primeiro cidadão israelense no espaço, o coronel Ilan Ramon. Esta missão teve a duração de quase dezesseis dias e completou 255 voltas em torno da Terra, em que foram realizadas diferentes experiências em biologia, desenvolvimento tecnológico, observações da Terra, entre outras. Estas experiências foram realizadas no laboratório Spacelab, levado a bordo do compartimento de carga da Columbia e ali mantido durante todo o voo. Ao fim da missão, no retorno à Terra em 1 de fevereiro, devido a um rombo em uma das asas da nave, provocado por uma peça que se desprendera e a atingira durante o lançamento, a Columbia foi destruída. A causa da destruição foi a entrada de gases incandescentes pelo rombo, durante a manobra de reentrada da nave. Quando a nave explodiu, 61 quilômetros acima do sul dos Estados Unidos, matando os sete astronautas, faltavam apenas dezesseis minutos para sua aterrissagem. Anderson morreu juntamente como seus seis colegas de voo, deixando a esposa, Sandra, e dois filhos. Seus passatempos favoritos eram o xadrez, a fotografia, a computação e o tênis.

## Educação
Graduou-se em 1977 na Escola Preparatória Cheney na cidade de Cheney, Washington, sendo um dos três únicos estudantes negros em uma classe de duzentos alunos. Em 1981 obteve uma licenciatura em ciências para física e astronomia na Universidade de Washington, e em 1990 uma pós-graduação em ciências físicas na Universidade de Creighton.